# Bidovce

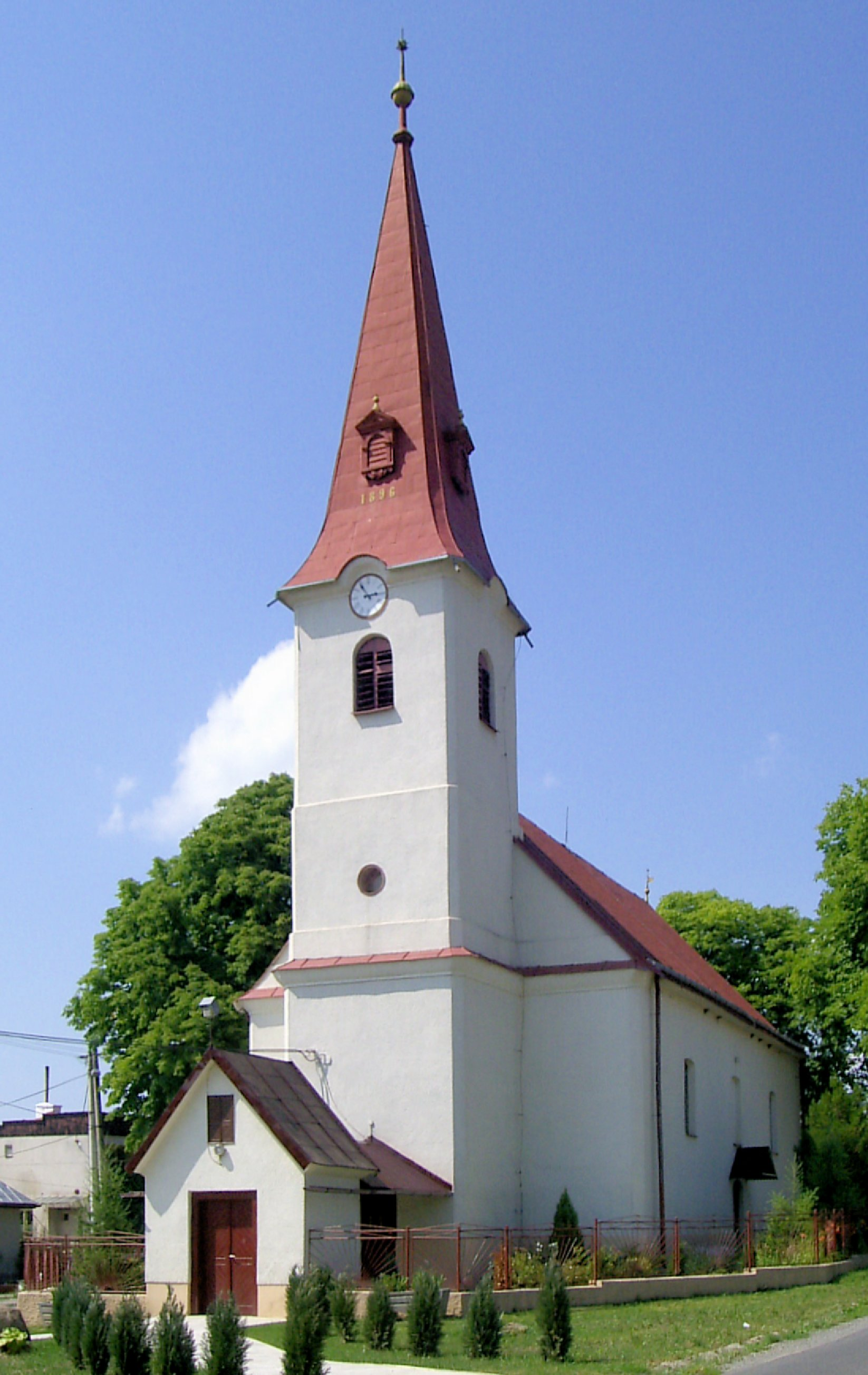
Bidovce

Bidovce (Hongaars: Magyarbőd) is een Slowaakse gemeente in de regio Košice, en maakt deel uit van het district Košice-okolie.
Bidovce telt 1.275 inwoners.